# Grauman’s Chinese Theatre
Teatr Chiński Graumana (ang. Grauman’s Chinese Theatre) – kino położone przy 6925 Hollywood Boulevard w Hollywood.

## Opis
Budowę sfinansował Sid Grauman (który wniósł jedną trzecią wartości) wraz ze swoimi wspólnikami:  Mary Pickford, Douglasem Fairbanksem i Howardem Schenckiem. Budynek zbudowano w 18 miesięcy, a oficjalne otwarcie nastąpiło 18 maja 1927. Odbyła się wówczas premiera filmu Król Królów Cecila B. DeMille'a. W kinie miało miejsce wiele premier filmowych, przyjęć urodzinowych, imprez, a także odbyły się trzy ceremonie wręczenia Oscarów.
W betonie chodnika na podjeździe Grauman's Chinese Theatre znajdują się odciski dłoni, stóp, autografy i wpisy prawie 200 postaci związanych z Hollywood.

## Galeria

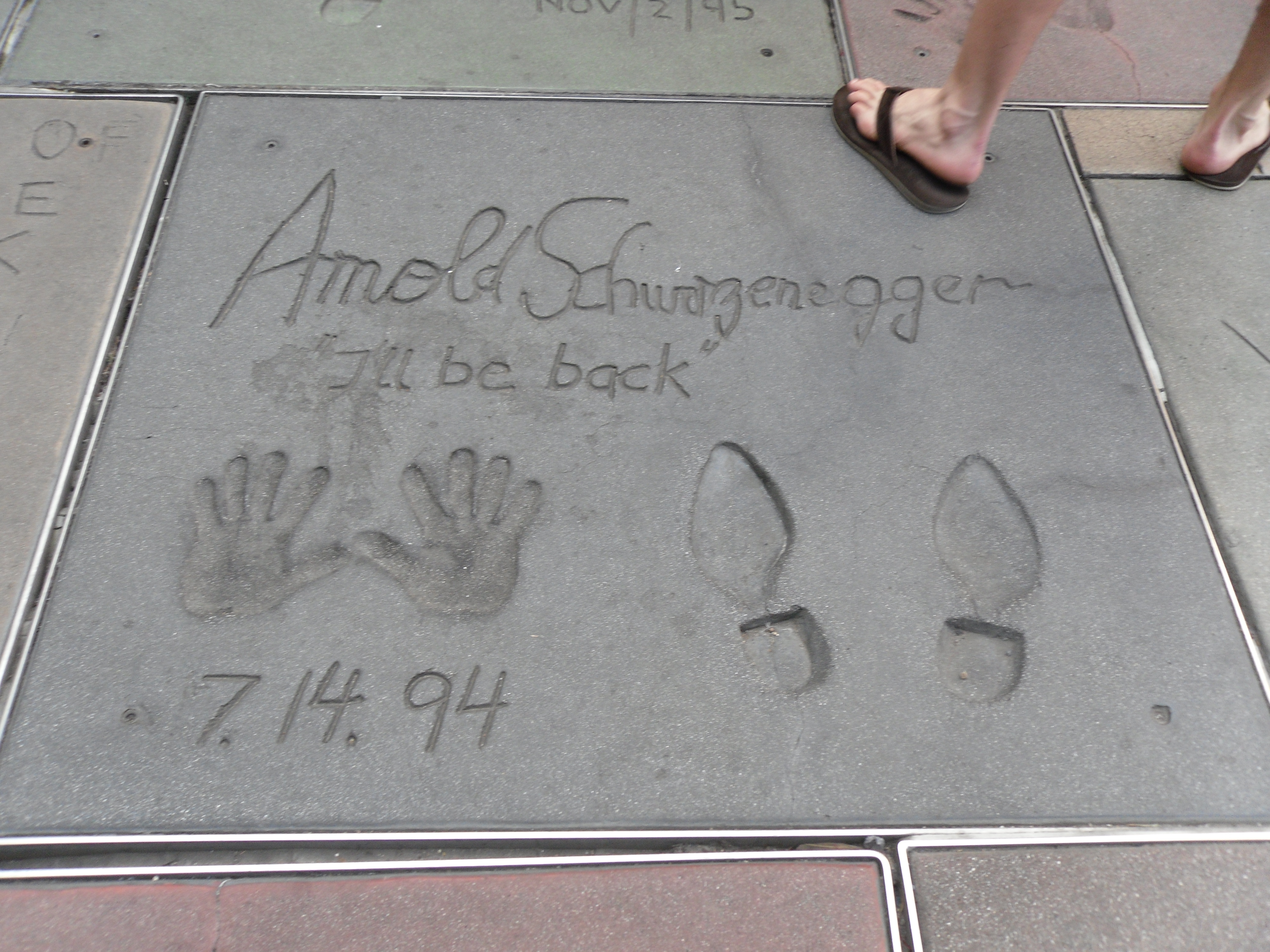
Odciski dłoni i stóp Arnolda Schwarzeneggera
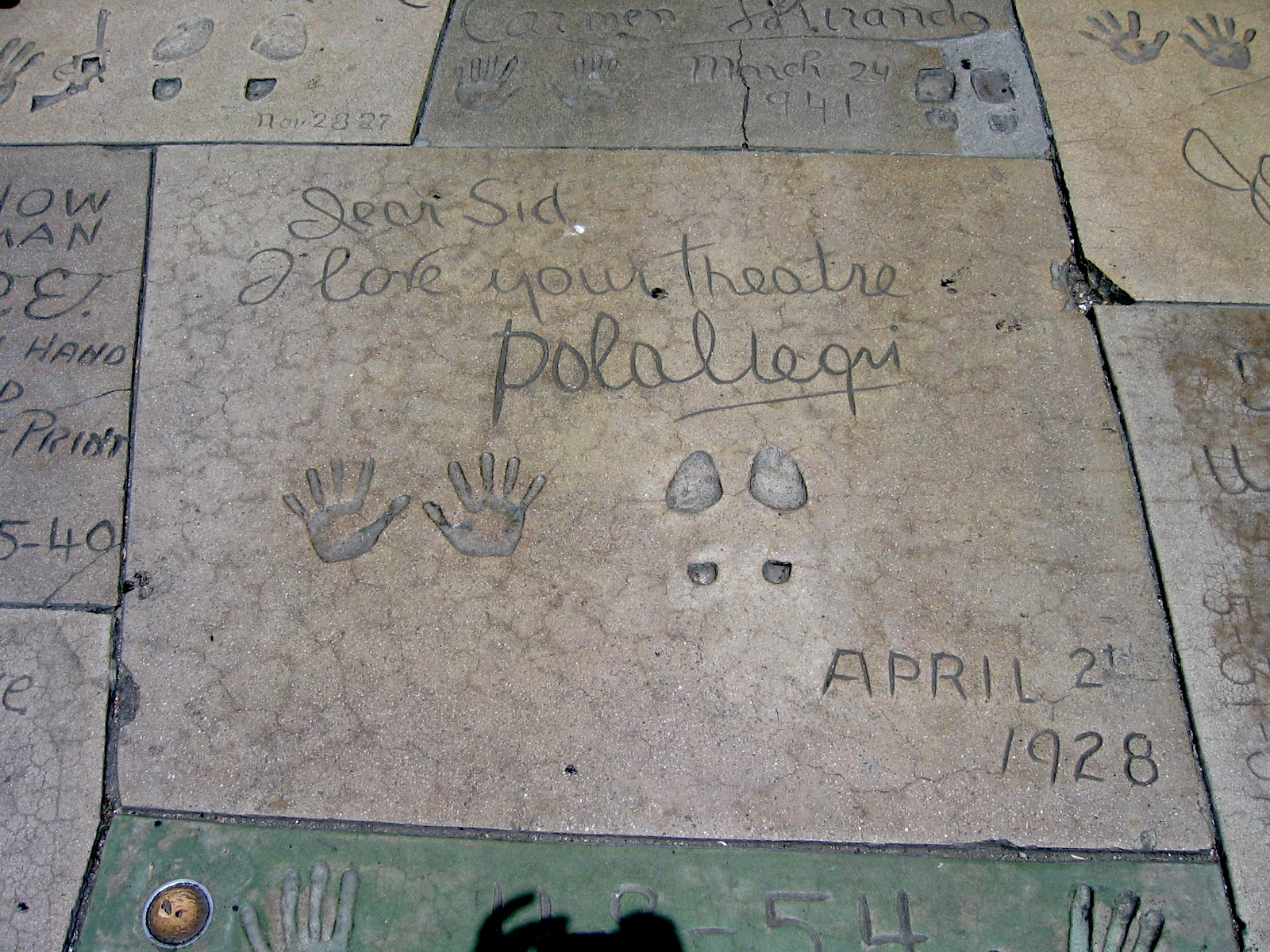
Odciski dłoni i stóp Poli Negri
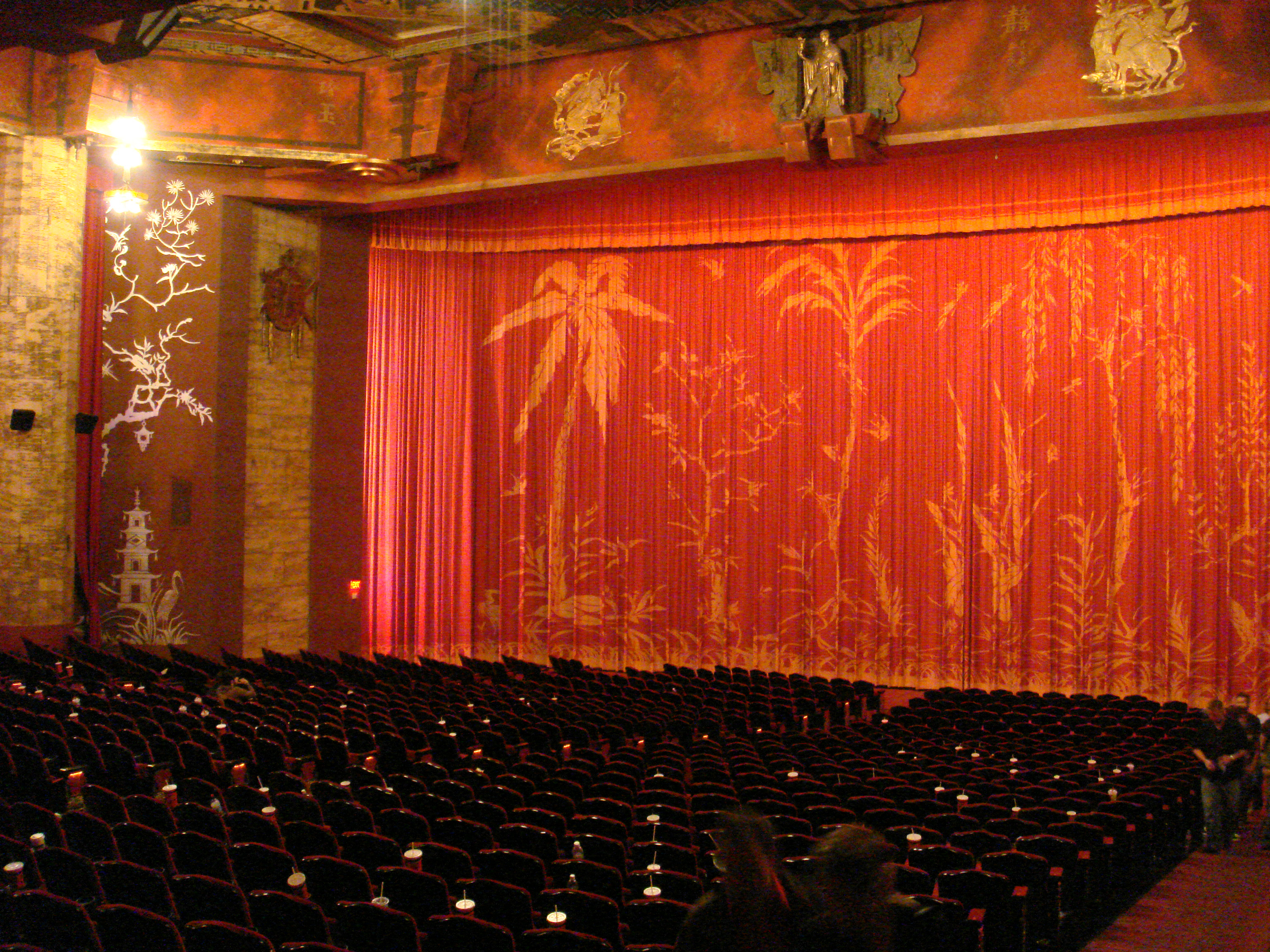
Wnętrze Chińskiego Teatru